# Democrates lepiouffi
Democrates lepiouffi är en skalbaggsart som beskrevs av Roger Paul Dechambre 2006. Democrates lepiouffi ingår i släktet Democrates och familjen Dynastidae. Inga underarter finns listade i Catalogue of Life.